# Élisabeth-Charlotte du Palatinat
Ne doit pas être confondu avec Élisabeth-Charlotte de Bavière.
Élisabeth-Charlotte du Palatinat, née le 19 novembre 1597 à Neumarkt et décédée le 26 avril 1660 à Crossen, est une princesse de la maison de Wittelsbach, fille de l'électeur palatin Frédéric IV et de Louise-Juliana d'Orange-Nassau. Elle fut duchesse en Prusse et électrice de Brandebourg de 1619 à 1640, par son mariage avec Georges-Guillaume Ier.

## Biographie
Elle est la fille de Frédéric IV (1574–1610), électeur palatin depuis 1583, et de son épouse Louise-Juliana d'Orange-Nassau (1576–1644), elle-même fille du prince Guillaume Ier d'Orange-Nassau. Elle est donc la sœur de l'électeur palatin Frédéric V, le « roi d'un hiver » sur le trône de Bohême, et la belle-sœur d'Élisabeth Stuart, fille du roi Jacques Ier d'Angleterre.

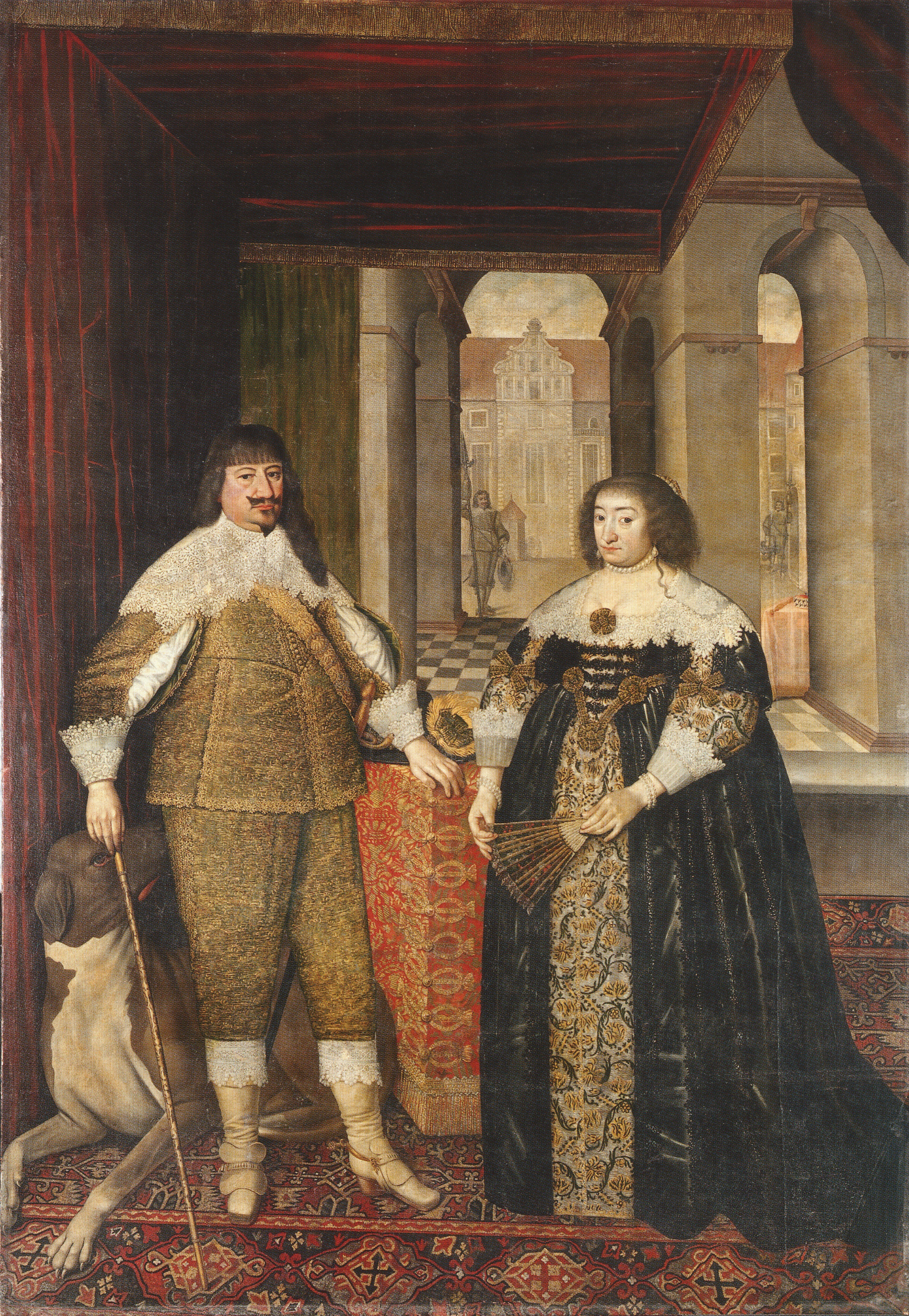
Georges-Guillaume et Élisabeth-Charlotte.

Le 24 juillet 1616 à Heidelberg, Élisabeth-Charlotte épouse Georges-Guillaume Ier (1595–1640), fils aîné de l'électeur Jean III Sigismond de Brandebourg. À la veille de la guerre de Trente Ans, le mariage a été arrangé pour unir les deux dynasties protestantes du Brandebourg et du Palatinat du Rhin. En 1618, la révolte de Bohême et les prétentions de son frère, dirigeant de l'Union protestante, au trône à Prague provoque la guerre. Élisabeth-Charlotte assure le refuge de son frère à Custrin et elle amène son mari volage à s'engager contre l'autorité impériale des Habsbourg dans les affaires de Bohême. À la cour du Brandebourg, elle favorise le parti protestant de Samuel von Winterfeld contre le parti pro-Habsbourg d'Adam von Schwartzenberg. Elle influence également son fils Frédéric-Guillaume, le futur « Grand Électeur », pour le rapprocher de la cause protestante.
Élisabeth-Charlotte et Georges-Guillaume ont quatre enfants :
- Louise-Charlotte de Brandebourg (1617-1676). Elle épousa en 1645 Jacob, duc de Courlande (1610-1682) ;
- Frédéric-Guillaume Ier de Brandebourg (1620-1688), électeur de Brandebourg, duc de Prusse ;
- Edwige-Sophie de Brandebourg (1623-1683). Elle épousa en 1649 le landgrave Guillaume VI de Hesse-Cassel (1637-1663) ;
- Jean de Brandebourg (1624-1624).

Elle est la grand-tante d'Élisabeth-Charlotte de Bavière, duchesse d'Orléans dite « Madame », belle-sœur du roi Louis XIV et fameuse épistolière.